# Arturo Bragaglia
Arturo Bragaglia (* 7. Januar 1893 in Frosinone; † 21. Januar 1962 in Rom) war ein italienischer Fotograf und Schauspieler.

## Leben
Bragaglia war der Sohn von Francesco Bragaglia, der die Filmproduktionsgesellschaft „Cines“ leitete, und der Bruder des Theaterregisseurs Anton Giulio und des Filmregisseurs Carlo Ludovico. Er interessierte sich früh für Fotografie – durch die Profession seines Vaters hatte er von Kindheit an freien Zugang zu den Filmaufnahmen – und war insbesondere an technischen Neuerungen der Entwicklung des Fotomaterials und von Belichtungstechnik sowie des Drucks von Bildern interessiert. Er entwickelte zusammen mit Bruder Anton Giulio die Idee der Fotografia Futurista sowie der Foto-dinamica und fertigte so zahlreiche Fotografien von Stummfilmschauspielern, veröffentlichte Artikel und Essays zur Fototheorie. In den 1920er Jahren (sein Bruder hatte sich bereits der Regie zugewandt) eröffnete er ein Fotostudio in der römischen Geschäftsstraße „Via Condotti“, das später bei einer Überschwemmung samt allem Archivmaterial zerstört wurde und nahm an bedeutenden Wettbewerben für Fotografie wie dem ersten landesweiten Fotowettbewerb in Rom 1930, der Ausstellung Fotografica Futurista 1932 in Triest und der großen nationalen Ausstellung 1933, wieder in der Landeshauptstadt, teil. Ab Mitte der 1930er Jahre war Bragaglia auch als Standfotograf in der Cinecittà tätig.
Recht zufällig und aus Gefälligkeit zum Freund der Familie, Regisseur Oreste Biancoli, übernahm der ziemlich kleine und magere Bragaglia 1937 eine Nebenrolle in dessen Stasera alle 11. Von da an, insbesondere ab 1940, spielte er in überaus zahlreichen Filmen den rüstigen älteren, manchmal verwirrten, zu Zeiten tollpatschigen Herrn, vom Hausmeister bis zum Schumacher, vom akribischen Buchhalter über den ungeduldigen Gläubiger bis zum kleinlauten Pantoffelhelden. Zu seinen besten Rollen des die Improvisation liebenden Darstellers zählt der Landstreicher in Vittorio De Sicas Das Wunder von Mailand, der seinem tatsächlichen Leben nachempfundene Fotograf in Luchino Viscontis Bellissima (beide 1951) oder das hilflose Opfer des Staatsanwaltes in einer Episode von Alessandro Blasettis Altri tempi im Jahr darauf. Bis zu seinem Tode spielte Bragaglia als einer der gefragtesten Nebendarsteller der Nachkriegszeit fast 140 Rollen.
In den 1950er Jahren war Bragaglia einige Male auch Teil des Schauspielensembles der damals üblichen Fernsehübertragungen von Komödien wie Il piacere dell'onestà unter Franco Enriquez oder Le avventure de Nicola Nickleby nach Charles Dickens. Er gab Kurse für Fotografie am Centro Sperimentale di Cinematografia und unterhielt mehrere Fotostudios in Rom.

## Filmografie (Auswahl)
- 1937: Stasera alle 11
- 1942: Lüge einer Sommernacht (4 passi fra le nuvole)
- 1951: Das Wunder von Mailand (Miracolo a Milano)
- 1951: Bellissima (Bellissima)
- 1952: Andere Zeiten (Altri tempi)
- 1953: Don Camillos Rückkehr (Le Retour de Don Camillo)
- 1954: Cose da pazzi
- 1954: Orientexpress (Orient Express)
- 1956: Der goldene Falke (Il falco d'oro)
- 1956: Neros tolle Nächte (Mio figlio Nerone)
- 1959: Wolgaschiffer (I battellieri del Volga)
- 1960: Das Geheimnis der roten Maske (Il terrore della maschera rossa)
- 1960: Die Liebesnächte des Herkules (Gli amori di Ercole)
- 1961: I due marescialli